# Charlemagne: The Omens of Death
Charlemagne: The Omens of Death è il quarto ed ultimo album di Christopher Lee, pubblicato il 27 Maggio 2013 per la Charlemagne Productions Ltd.

## Tracce
1. The Portent – 4:29
2. Charles the Great – 6:23
3. The Siege – 7:09
4. Massacre of the Saxons – 5:41
5. Dawning of a New Age – 4:40
6. Let Legend Mark Me as the King – 5:45
7. The Betrayal – 5:02
8. The Devil's Advocate – 4:54
9. The Ultimate Sacrifice – 5:10
10. Judgement Day – 3:41

## Formazione
- Christopher Lee – voce
- Hedras Ramos Sr. – basso
- Ollie Usiskin – batteria
- Hedras Ramos – chitarra